# Stazione di Den Haag Moerwijk
Den Haag Moerwijk, è una stazione ferroviaria secondaria nella città dell'Aia, Paesi Bassi. È una stazione passante di superficie a 4 binari sulla linea ferroviaria Amsterdam-Rotterdam.